# Élections départementales de 2021 dans le Cantal
Les élections départementales dans le Cantal ont lieu les 20 et 27 juin 2021.

## Contexte départemental

### Assemblée départementale sortante
Avant les élections, le conseil départemental du Cantal est présidé par Bruno Faure (LR). 
Il comprend 30 conseillers départementaux issus des 15 cantons du Cantal.
| Président du Conseil départemental   |       |       |      |                                           |
| Bruno Faure (LR)                     |       |       |      |                                           |
| Parti                                | Sigle | Sigle | Élus | Groupes                                   |
| Majorité (18 sièges)                 |       |       |      |                                           |
| Les Républicains                     |       | LR    | 14   | Droite-Centre-Indépendants                |
| Divers droite                        |       | DVD   | 3    | Droite-Centre-Indépendants                |
| Union des démocrates et indépendants |       | UDI   | 3    | Droite-Centre-Indépendants                |
| Oppositions (12 sièges)              |       |       |      |                                           |
| Divers droite                        |       | DVD   | 5    | Rassemblement et ouverture pour le Cantal |
| Parti radical de gauche              |       | PRG   | 2    | Rassemblement démocratique                |
| Mouvement radical                    |       | MR    | 2    | Rassemblement démocratique                |
| Parti socialiste                     |       | PS    | 2    | Socialiste                                |
| La République en marche              |       | LREM  | 1    | Socialiste                                |

## Système électoral
Les élections ont lieu au scrutin majoritaire binominal à deux tours. Le système est paritaire : les candidatures sont présentées sous la forme d'un binôme composé d'une femme et d'un homme avec leurs suppléants (une femme et un homme également).
Pour être élu au premier tour, un binôme doit obtenir la majorité absolue des suffrages exprimés et un nombre de suffrages au moins égal à 25 % des électeurs inscrits. Si aucun binôme n'est élu au premier tour, seuls peuvent se présenter au second tour les binômes qui ont obtenu un nombre de suffrages au moins égal à 12,5 % des électeurs inscrits, sans possibilité pour les binômes de fusionner. Est élu au second tour le binôme qui obtient le plus grand nombre de voix.

## Résultats à l'échelle du département

### Résultats par nuances du ministère de l'Intérieur
Les nuances utilisées par le ministère de l'Intérieur ne tiennent pas compte des alliances locales.
| Binômes                  | Binômes                     | Binômes                  | Premier tour | Premier tour | Premier tour | Second tour | Second tour | Second tour | Total | +/-           |  |
| Binômes                  | Binômes                     | Binômes                  | Voix         | %            | Sièges       | Voix        | %           | Sièges      | Total | +/-           |  |
| ------------------------ | --------------------------- | ------------------------ | ------------ | ------------ | ------------ | ----------- | ----------- | ----------- | ----- | ------------- |  |
|                          | Les Républicains            | LR                       | 10 439       | 23,64        | 6            | 2 666       | 11,46       | 2           | 8     | 6             |  |
|                          | Union au centre et à droite | UCD                      | 9 501        | 21,52        | 4            | 5 543       | 23,83       | 4           | 8     | Nv.           |  |
|                          | Divers centre               | DVC                      | 6 381        | 14,45        | 2            | 3 529       | 15,17       | 4           | 6     | Nv.           |  |
|                          | Union à gauche              | UG                       | 5 505        | 12,47        | 0            | 3 543       | 15,23       | 4           | 4     | 2             |  |
|                          | Divers                      | DIV                      | 4 400        | 9,97         | 2            | 1 200       | 5,16        | 0           | 2     | 6             |  |
|                          | Divers droite               | DVD                      | 2 433        | 5,51         | 0            | 3 221       | 13,85       | 2           | 2     | 2             |  |
|                          | Divers gauche               | DVG                      | 2 428        | 5,50         | 0            | 1 221       | 5,25        | 0           | 0     | 2             |  |
|                          | Parti communiste français   | COM                      | 1 460        | 3,31         | 0            | 885         | 3,81        | 0           | 0     | en stagnation |  |
|                          | Parti socialiste            | SOC                      | 1 365        | 3,09         | 0            | 1 448       | 6,23        | 0           | 0     | 2             |  |
|                          | La France insoumise         | FI                       | 240          | 0,54         | 0            |             |             |             | 0     | en stagnation |  |
|                          |                             |                          |              |              |              |             |             |             |       |               |  |
| Suffrages exprimés       | Suffrages exprimés          | Suffrages exprimés       | 44 152       | 91,62        |              | 23 256      | 95,28       |             |       |               |  |
| Votes blancs             | Votes blancs                | Votes blancs             | 2 601        | 5,40         | 807          | 3,27        |             |             |       |               |  |
| Votes nuls               | Votes nuls                  | Votes nuls               | 1 436        | 2,98         | 603          | 2,44        |             |             |       |               |  |
| Total                    | Total                       | Total                    | 48 189       | 100          | 14           | 24 666      | 100         | 16          | 30    | en stagnation |  |
| Abstentions              | Abstentions                 | Abstentions              | 66 886       | 58,12        |              | 33 047      | 57,26       |             |       |               |  |
| Inscrits / participation | Inscrits / participation    | Inscrits / participation | 115 075      | 41,88        | 57 713       | 42,74       |             |             |       |               |  |

### Assemblée départementale élue
| Président du Conseil départemental   |       |       |      |                         |
| Bruno Faure (LR)                     |       |       |      |                         |
| Parti                                | Sigle | Sigle | Élus | Groupes                 |
| Majorité (26 sièges)                 |       |       |      |                         |
| Divers droite                        |       | DVD   | 13   | Majorité départementale |
| Les Républicains                     |       | LR    | 12   | Majorité départementale |
| Union des démocrates et indépendants |       | UDI   | 1    | Majorité départementale |
| Oppositions (4 sièges)               |       |       |      |                         |
| Parti socialiste                     |       | PS    | 2    | Union de la Gauche      |
| Europe Écologie Les Verts            |       | EÉLV  | 1    | Union de la Gauche      |
| Divers gauche                        |       | DVG   | 1    | Union de la Gauche      |

### Élus par canton
| Canton                 | Conseiller Sortant       | Parti | Parti | Conseiller Elu           | Parti | Parti |
| ---------------------- | ------------------------ | ----- | ----- | ------------------------ | ----- | ----- |
| Arpajon-sur-Cère       | Vincent Descœur          |       | LR    | Vincent Descœur          |       | LR    |
| Arpajon-sur-Cère       | Isabelle Lantuejoul      |       | LR    | Isabelle Lantuejoul      |       | LR    |
| Aurillac-1             | Jamal Belaïdi            |       | LR    | Jamal Belaïdi            |       | LR    |
| Aurillac-1             | Sylvie Lachaize          |       | LR    | Sylvie Lachaize          |       | LR    |
| Aurillac-2             | Martine Besombes         |       | LR    | Pierre Mathonier         |       | PS    |
| Aurillac-2             | Jean Antoine Moins       |       | LR    | Valérie Rueda            |       | DVG   |
| Aurillac-3             | Alain Calmette           |       | LREM  | Stéphane Fréchou         |       | EÉLV  |
| Aurillac-3             | Josiane Costes           |       | MR    | Magali Maurel            |       | PS    |
| Mauriac                | Jean-Yves Bony           |       | LR    | Jean-Yves Bony           |       | LR    |
| Mauriac                | Marie-Hélène Chastre     |       | DVD   | Marie-Hélène Chastre     |       | DVD   |
| Maurs                  | Dominique Beaudrey       |       | LR    | Dominique Beaudrey       |       | LR    |
| Maurs                  | Cédric Faure             |       | DVD   | Florian Morelle          |       | DVD   |
| Murat                  | Bernard Delcros          |       | DVD   | Aurélie Bresson          |       | DVD   |
| Murat                  | Ghyslaine Pradel         |       | DVD   | Gilles Chabrier          |       | DVD   |
| Naucelles              | Bruno Faure              |       | LR    | Bruno Faure              |       | LR    |
| Naucelles              | Marie-Hélène Roquette    |       | LR    | Marie-Hélène Roquette    |       | LR    |
| Neuvéglise-sur-Truyère | Céline Charriaud         |       | DVD   | Céline Charriaud         |       | DVD   |
| Neuvéglise-sur-Truyère | Jean-Jacques Monloubou   |       | DVD   | Jean-Jacques Monloubou   |       | DVD   |
| Riom-ès-Montagnes      | Valérie Cabecas Roquier  |       | LR    | Valérie Cabecas Roquier  |       | LR    |
| Riom-ès-Montagnes      | Charles Rodde            |       | DVD   | Jean Mage                |       | DVD   |
| Saint-Flour-1          | Didier Achalme           |       | LR    | Didier Achalme           |       | LR    |
| Saint-Flour-1          | Aline Hugonnet           |       | DVD   | Marina Besse             |       | DVD   |
| Saint-Flour-2          | Christiane Meyroneinc    |       | PS    | Sophie Bénézit           |       | DVD   |
| Saint-Flour-2          | Gérard Salat             |       | PS    | Christophe Vidal         |       | UDI   |
| Saint-Paul-des-Landes  | Patricia Benito          |       | PRG   | Gilles Combelle          |       | DVD   |
| Saint-Paul-des-Landes  | Michel Cabanes           |       | PRG   | Valérie Semeteys         |       | DVD   |
| Vic-sur-Cère           | Annie Delrieu-Tourtoulou |       | LR    | Annie Delrieu-Tourtoulou |       | LR    |
| Vic-sur-Cère           | Philippe Fabre           |       | LR    | Philippe Fabre           |       | LR    |
| Ydes                   | Daniel Chevaleyre        |       | MR    | Alain Delage             |       | DVD   |
| Ydes                   | Mireille Leymonie        |       | DVD   | Mireille Leymonie        |       | DVD   |

## Résultats par canton
Les binômes sont présentés par ordre décroissant des résultats au premier tour. En cas de victoire au second tour du binôme arrivé en deuxième place au premier, ses résultats sont indiqués en gras. 

### Canton d'Arpajon-sur-Cère
| Candidats                | Candidats                | Partis                   | Nuance                   | Premier tour | Premier tour |
| Candidats                | Candidats                | Partis                   | Nuance                   | Voix         | %            |
| ------------------------ | ------------------------ | ------------------------ | ------------------------ | ------------ | ------------ |
|                          | Vincent Descoeur         | LR                       | LR                       | 2 788        | 71,58        |
|                          | Isabelle Lantuéjoul      | LR                       | LR                       | 2 788        | 71,58        |
|                          | Valérie Bénech           | PS                       | DVG                      | 1 107        | 28,42        |
|                          | Clément Rouet            | DVG                      | DVG                      | 1 107        | 28,42        |
|                          |                          |                          |                          |              |              |
| Suffrages exprimés       | Suffrages exprimés       | Suffrages exprimés       | Suffrages exprimés       | 3 895        | 94,15        |
| Votes blancs             | Votes blancs             | Votes blancs             | Votes blancs             | 116          | 2,80         |
| Votes nuls               | Votes nuls               | Votes nuls               | Votes nuls               | 126          | 3,05         |
| Total                    | Total                    | Total                    | Total                    | 4 137        | 100          |
| Abstention               | Abstention               | Abstention               | Abstention               | 4 717        | 53,28        |
| Inscrits / participation | Inscrits / participation | Inscrits / participation | Inscrits / participation | 8 854        | 46,72        |

### Canton d'Aurillac-1
| Candidats                | Candidats                | Partis                   | Nuance                   | Premier tour | Premier tour | Second tour | Second tour |
| Candidats                | Candidats                | Partis                   | Nuance                   | Voix         | %            | Voix        | %           |
| ------------------------ | ------------------------ | ------------------------ | ------------------------ | ------------ | ------------ | ----------- | ----------- |
|                          | Jamel Belaïdi            | LR                       | LR                       | 1 283        | 49,42        | 1 496       | 54,36       |
|                          | Sylvie Lachaize          | LR                       | LR                       | 1 283        | 49,42        | 1 496       | 54,36       |
|                          | Charly Delamaide         | PS                       | UG                       | 917          | 35,32        | 1 256       | 45,64       |
|                          | Marie-Eve Robert         | PS                       | UG                       | 917          | 35,32        | 1 256       | 45,64       |
|                          | Sébastien Prat           | PCF                      | COM                      | 281          | 10,82        |             |             |
|                          | Julia Valentin           | PCF                      | COM                      | 281          | 10,82        |             |             |
|                          | Benjamin Boucher         | DIV                      | DIV                      | 115          | 4,43         |             |             |
|                          | Christine Paquin         | DIV                      | DIV                      | 115          | 4,43         |             |             |
|                          |                          |                          |                          |              |              |             |             |
| Suffrages exprimés       | Suffrages exprimés       | Suffrages exprimés       | Suffrages exprimés       | 2 596        | 92,12        | 2 752       | 92,63       |
| Votes blancs             | Votes blancs             | Votes blancs             | Votes blancs             | 129          | 4,58         | 128         | 4,31        |
| Votes nuls               | Votes nuls               | Votes nuls               | Votes nuls               | 93           | 3,30         | 91          | 3,06        |
| Total                    | Total                    | Total                    | Total                    | 2 818        | 100          | 2 971       | 100         |
| Abstention               | Abstention               | Abstention               | Abstention               | 4 840        | 63,20        | 4 690       | 61,22       |
| Inscrits / participation | Inscrits / participation | Inscrits / participation | Inscrits / participation | 7 658        | 36,80        | 7 661       | 38,78       |

### Canton d'Aurillac-2
| Candidats                | Candidats                | Partis                   | Nuance                   | Premier tour | Premier tour | Second tour | Second tour |
| Candidats                | Candidats                | Partis                   | Nuance                   | Voix         | %            | Voix        | %           |
| ------------------------ | ------------------------ | ------------------------ | ------------------------ | ------------ | ------------ | ----------- | ----------- |
|                          | Pierre Mathonier         | PS                       | UG                       | 1 001        | 47,00        | 1 188       | 50,38       |
|                          | Valérie Rueda            | PS                       | UG                       | 1 001        | 47,00        | 1 188       | 50,38       |
|                          | Martine Besombes         | LR                       | LR                       | 943          | 44,27        | 1 170       | 49,62       |
|                          | Jean-Antoine Moins       | LR                       | LR                       | 943          | 44,27        | 1 170       | 49,62       |
|                          | Aurélie Démoulin         | PCF                      | COM                      | 186          | 8,73         |             |             |
|                          | Jean-Pierre Roume        | PCF                      | COM                      | 186          | 8,73         |             |             |
|                          |                          |                          |                          |              |              |             |             |
| Suffrages exprimés       | Suffrages exprimés       | Suffrages exprimés       | Suffrages exprimés       | 2 130        | 95,30        | 2 358       | 95,20       |
| Votes blancs             | Votes blancs             | Votes blancs             | Votes blancs             | 61           | 2,73         | 54          | 2,18        |
| Votes nuls               | Votes nuls               | Votes nuls               | Votes nuls               | 44           | 1,97         | 65          | 2,62        |
| Total                    | Total                    | Total                    | Total                    | 2 235        | 100          | 2 477       | 100         |
| Abstention               | Abstention               | Abstention               | Abstention               | 4 138        | 64,93        | 3 901       | 61,16       |
| Inscrits / participation | Inscrits / participation | Inscrits / participation | Inscrits / participation | 6 373        | 35,07        | 6 378       | 38,84       |

### Canton d'Aurillac-3
| Candidats                | Candidats                | Partis                   | Nuance                   | Premier tour | Premier tour | Second tour | Second tour |
| Candidats                | Candidats                | Partis                   | Nuance                   | Voix         | %            | Voix        | %           |
| ------------------------ | ------------------------ | ------------------------ | ------------------------ | ------------ | ------------ | ----------- | ----------- |
|                          | Henri Manhès             | LR                       | UCD                      | 790          | 38,22        | 1 045       | 48,74       |
|                          | Anne Tissier             | LR                       | UCD                      | 790          | 38,22        | 1 045       | 48,74       |
|                          | Stéphane Fréchou         | EÉLV                     | UG                       | 567          | 27,43        | 1 099       | 51,26       |
|                          | Magali Maurel            | PS                       | UG                       | 567          | 27,43        | 1 099       | 51,26       |
|                          | Alain Calmette           | LREM                     | DVC                      | 462          | 22,35        |             |             |
|                          | Nicole Soulenq-Coussain  | LREM                     | DVC                      | 462          | 22,35        |             |             |
|                          | Jean-Paul Peuch          | PCF                      | COM                      | 248          | 12,00        |             |             |
|                          | Carole Touzy             | PCF                      | COM                      | 248          | 12,00        |             |             |
|                          |                          |                          |                          |              |              |             |             |
| Suffrages exprimés       | Suffrages exprimés       | Suffrages exprimés       | Suffrages exprimés       | 2 067        | 93,19        | 2 144       | 93,30       |
| Votes blancs             | Votes blancs             | Votes blancs             | Votes blancs             | 92           | 4,15         | 83          | 3,61        |
| Votes nuls               | Votes nuls               | Votes nuls               | Votes nuls               | 59           | 2,66         | 71          | 3,09        |
| Total                    | Total                    | Total                    | Total                    | 2 218        | 100          | 2 298       | 100         |
| Abstention               | Abstention               | Abstention               | Abstention               | 3 715        | 62,62        | 3 637       | 61,28       |
| Inscrits / participation | Inscrits / participation | Inscrits / participation | Inscrits / participation | 5 933        | 37,38        | 5 935       | 38,72       |

### Canton de Mauriac
| Candidats                | Candidats                | Partis                   | Nuance                   | Premier tour | Premier tour |
| Candidats                | Candidats                | Partis                   | Nuance                   | Voix         | %            |
| ------------------------ | ------------------------ | ------------------------ | ------------------------ | ------------ | ------------ |
|                          | Jean-Yves Bony           | LR                       | LR                       | 2 938        | 100          |
|                          | Marie-Hélène Chastre     | DVD                      | LR                       | 2 938        | 100          |
|                          |                          |                          |                          |              |              |
| Suffrages exprimés       | Suffrages exprimés       | Suffrages exprimés       | Suffrages exprimés       | 2 938        | 79,95        |
| Votes blancs             | Votes blancs             | Votes blancs             | Votes blancs             | 510          | 13,88        |
| Votes nuls               | Votes nuls               | Votes nuls               | Votes nuls               | 227          | 6,18         |
| Total                    | Total                    | Total                    | Total                    | 3 675        | 100          |
| Abstention               | Abstention               | Abstention               | Abstention               | 5 569        | 60,24        |
| Inscrits / participation | Inscrits / participation | Inscrits / participation | Inscrits / participation | 9 244        | 39,76        |

### Canton de Maurs
| Candidats                | Candidats                | Partis                   | Nuance                   | Premier tour | Premier tour | Second tour | Second tour |
| Candidats                | Candidats                | Partis                   | Nuance                   | Voix         | %            | Voix        | %           |
| ------------------------ | ------------------------ | ------------------------ | ------------------------ | ------------ | ------------ | ----------- | ----------- |
|                          | Dominique Beaudrey       | LR                       | UCD                      | 1 941        | 50,90        | 2 650       | 68,46       |
|                          | Florian Morelle          | DVD                      | UCD                      | 1 941        | 50,90        | 2 650       | 68,46       |
|                          | Monique Delort           | PS                       | DVG                      | 838          | 21,98        | 1 221       | 31,54       |
|                          | Rémy Goubert             | PS                       | DVG                      | 838          | 21,98        | 1 221       | 31,54       |
|                          | Sandrine Cassan          | DVD                      | UCD                      | 551          | 14,45        |             |             |
|                          | Cédric Faure             | DVD                      | UCD                      | 551          | 14,45        |             |             |
|                          | François Danemans        | PRG                      | DVG                      | 483          | 12,67        |             |             |
|                          | Nathalie Sallard         | DVG                      | DVG                      | 483          | 12,67        |             |             |
|                          |                          |                          |                          |              |              |             |             |
| Suffrages exprimés       | Suffrages exprimés       | Suffrages exprimés       | Suffrages exprimés       | 3 813        | 84,40        | 3 871       | 93,98       |
| Votes blancs             | Votes blancs             | Votes blancs             | Votes blancs             | 135          | 3,34         | 142         | 3,45        |
| Votes nuls               | Votes nuls               | Votes nuls               | Votes nuls               | 91           | 2,25         | 106         | 2,57        |
| Total                    | Total                    | Total                    | Total                    | 4 039        | 100          | 4 119       | 100         |
| Abstention               | Abstention               | Abstention               | Abstention               | 5 038        | 55,50        | 4 959       | 54,63       |
| Inscrits / participation | Inscrits / participation | Inscrits / participation | Inscrits / participation | 9 077        | 44,50        | 9 078       | 45,37       |

### Canton de Murat
| Candidats                | Candidats                | Partis                   | Nuance                   | Premier tour | Premier tour |
| Candidats                | Candidats                | Partis                   | Nuance                   | Voix         | %            |
| ------------------------ | ------------------------ | ------------------------ | ------------------------ | ------------ | ------------ |
|                          | Aurélie Bresson          | DVD                      | DIV                      | 2 520        | 82,30        |
|                          | Gilles Chabrier          | DVD                      | DIV                      | 2 520        | 82,30        |
|                          | Sébastien Chapelle       | DIV                      | DIV                      | 542          | 17,70        |
|                          | Hélène Marcon            | DIV                      | DIV                      | 542          | 17,70        |
|                          |                          |                          |                          |              |              |
| Suffrages exprimés       | Suffrages exprimés       | Suffrages exprimés       | Suffrages exprimés       | 3 062        | 93,15        |
| Votes blancs             | Votes blancs             | Votes blancs             | Votes blancs             | 145          | 4,41         |
| Votes nuls               | Votes nuls               | Votes nuls               | Votes nuls               | 80           | 2,43         |
| Total                    | Total                    | Total                    | Total                    | 3 287        | 100          |
| Abstention               | Abstention               | Abstention               | Abstention               | 3 805        | 53,65        |
| Inscrits / participation | Inscrits / participation | Inscrits / participation | Inscrits / participation | 7 092        | 46,35        |

### Canton de Naucelles
| Candidats                | Candidats                | Partis                   | Nuance                   | Premier tour | Premier tour |
| Candidats                | Candidats                | Partis                   | Nuance                   | Voix         | %            |
| ------------------------ | ------------------------ | ------------------------ | ------------------------ | ------------ | ------------ |
|                          | Bruno Faure              | LR                       | LR                       | 2 487        | 81,30        |
|                          | Marie-Hélène Roquette    | LR                       | LR                       | 2 487        | 81,30        |
|                          | Laetitia Broussier       | DVG                      | UG                       | 572          | 18,70        |
|                          | Gilbert Tuesta           | PS                       | UG                       | 572          | 18,70        |
|                          |                          |                          |                          |              |              |
| Suffrages exprimés       | Suffrages exprimés       | Suffrages exprimés       | Suffrages exprimés       | 3 059        | 92,98        |
| Votes blancs             | Votes blancs             | Votes blancs             | Votes blancs             | 151          | 4,59         |
| Votes nuls               | Votes nuls               | Votes nuls               | Votes nuls               | 80           | 2,43         |
| Total                    | Total                    | Total                    | Total                    | 3 290        | 100          |
| Abstention               | Abstention               | Abstention               | Abstention               | 4 884        | 59,75        |
| Inscrits / participation | Inscrits / participation | Inscrits / participation | Inscrits / participation | 8 174        | 40,25        |

### Canton de Neuvéglise-sur-Truyère
| Candidats                | Candidats                | Partis                   | Nuance                   | Premier tour | Premier tour |
| Candidats                | Candidats                | Partis                   | Nuance                   | Voix         | %            |
| ------------------------ | ------------------------ | ------------------------ | ------------------------ | ------------ | ------------ |
|                          | Céline Charriaud         | DVD                      | DVC                      | 2 592        | 100          |
|                          | Jean-Jacques Monloubou   | DVD                      | DVC                      | 2 592        | 100          |
|                          |                          |                          |                          |              |              |
| Suffrages exprimés       | Suffrages exprimés       | Suffrages exprimés       | Suffrages exprimés       | 2 592        | 83,94        |
| Votes blancs             | Votes blancs             | Votes blancs             | Votes blancs             | 370          | 11,98        |
| Votes nuls               | Votes nuls               | Votes nuls               | Votes nuls               | 126          | 4,08         |
| Total                    | Total                    | Total                    | Total                    | 3 088        | 100          |
| Abstention               | Abstention               | Abstention               | Abstention               | 4 415        | 58,84        |
| Inscrits / participation | Inscrits / participation | Inscrits / participation | Inscrits / participation | 7 503        | 41,16        |

### Canton de Riom-ès-Montagnes
| Candidats                | Candidats                | Partis                   | Nuance                   | Premier tour | Premier tour | Second tour | Second tour |
| Candidats                | Candidats                | Partis                   | Nuance                   | Voix         | %            | Voix        | %           |
| ------------------------ | ------------------------ | ------------------------ | ------------------------ | ------------ | ------------ | ----------- | ----------- |
|                          | Valérie Cabecas Roquier  | LR                       | UCD                      | 1 498        | 47,38        | 1 848       | 55,15       |
|                          | Jean Mage                | DVD                      | UCD                      | 1 498        | 47,38        | 1 848       | 55,15       |
|                          | Chrystèle Serre          | DIV                      | DVD                      | 923          | 29,19        | 1 503       | 44,85       |
|                          | Louis Toty               | DVD                      | DVD                      | 923          | 29,19        | 1 503       | 44,85       |
|                          | François Boisset         | PCF                      | UG                       | 620          | 19,61        |             |             |
|                          | Elise Brugière           | EÉLV                     | UG                       | 620          | 19,61        |             |             |
|                          | Muriel Gimmig            | DVD                      | DIV                      | 121          | 3,83         |             |             |
|                          | Bernard Raoux            | DVD                      | DIV                      | 121          | 3,83         |             |             |
|                          |                          |                          |                          |              |              |             |             |
| Suffrages exprimés       | Suffrages exprimés       | Suffrages exprimés       | Suffrages exprimés       | 3 162        | 96,85        | 3 351       | 96,63       |
| Votes blancs             | Votes blancs             | Votes blancs             | Votes blancs             | 59           | 1,81         | 67          | 1,93        |
| Votes nuls               | Votes nuls               | Votes nuls               | Votes nuls               | 44           | 1,35         | 50          | 1,44        |
| Total                    | Total                    | Total                    | Total                    | 3 265        | 100          | 3 468       | 100         |
| Abstention               | Abstention               | Abstention               | Abstention               | 3 683        | 53,01        | 3 478       | 50,07       |
| Inscrits / participation | Inscrits / participation | Inscrits / participation | Inscrits / participation | 6 948        | 46,99        | 6 946       | 49,93       |

### Canton de Saint-Flour-1
| Candidats                | Candidats                | Partis                   | Nuance                   | Premier tour | Premier tour |
| Candidats                | Candidats                | Partis                   | Nuance                   | Voix         | %            |
| ------------------------ | ------------------------ | ------------------------ | ------------------------ | ------------ | ------------ |
|                          | Didier Achalme           | LR                       | UCD                      | 2 187        | 78,16        |
|                          | Marina Besse             | DVD                      | UCD                      | 2 187        | 78,16        |
|                          | Alain Barrès             | PS                       | UG                       | 611          | 21,84        |
|                          | Jocelyne Cussac          | PCF                      | UG                       | 611          | 21,84        |
|                          |                          |                          |                          |              |              |
| Suffrages exprimés       | Suffrages exprimés       | Suffrages exprimés       | Suffrages exprimés       | 2 798        | 92,83        |
| Votes blancs             | Votes blancs             | Votes blancs             | Votes blancs             | 145          | 4,81         |
| Votes nuls               | Votes nuls               | Votes nuls               | Votes nuls               | 71           | 2,36         |
| Total                    | Total                    | Total                    | Total                    | 3 014        | 100          |
| Abstention               | Abstention               | Abstention               | Abstention               | 4 257        | 58,55        |
| Inscrits / participation | Inscrits / participation | Inscrits / participation | Inscrits / participation | 7 271        | 41,45        |

### Canton de Saint-Flour-2
| Candidats                | Candidats                | Partis                   | Nuance                   | Premier tour | Premier tour | Second tour | Second tour |
| Candidats                | Candidats                | Partis                   | Nuance                   | Voix         | %            | Voix        | %           |
| ------------------------ | ------------------------ | ------------------------ | ------------------------ | ------------ | ------------ | ----------- | ----------- |
|                          | Sophie Bénézit           | DVD                      | DVD                      | 1 510        | 52,52        | 1 718       | 54,26       |
|                          | Christophe Vidal         | DVD                      | DVD                      | 1 510        | 52,52        | 1 718       | 54,26       |
|                          | Christiane Meyroneinc    | PS                       | SOC                      | 1 365        | 47,48        | 1 448       | 45,74       |
|                          | Gérard Salat             | PS                       | SOC                      | 1 365        | 47,48        | 1 448       | 45,74       |
|                          |                          |                          |                          |              |              |             |             |
| Suffrages exprimés       | Suffrages exprimés       | Suffrages exprimés       | Suffrages exprimés       | 2 875        | 94,36        | 3 166       | 96,64       |
| Votes blancs             | Votes blancs             | Votes blancs             | Votes blancs             | 108          | 3,54         | 65          | 1,98        |
| Votes nuls               | Votes nuls               | Votes nuls               | Votes nuls               | 64           | 2,10         | 45          | 1,37        |
| Total                    | Total                    | Total                    | Total                    | 3 047        | 100          | 3276        | 100         |
| Abstention               | Abstention               | Abstention               | Abstention               | 3 753        | 55,19        | 3 526       | 51,84       |
| Inscrits / participation | Inscrits / participation | Inscrits / participation | Inscrits / participation | 6 800        | 44,81        | 6 802       | 48,16       |

### Canton de Saint-Paul-des-Landes
| Candidats                | Candidats                | Partis                   | Nuance                   | Premier tour | Premier tour | Second tour | Second tour |
| Candidats                | Candidats                | Partis                   | Nuance                   | Voix         | %            | Voix        | %           |
| ------------------------ | ------------------------ | ------------------------ | ------------------------ | ------------ | ------------ | ----------- | ----------- |
|                          | Gilles Combelle          | DVD                      | DVC                      | 1 679        | 63,03        | 1 754       | 66,46       |
|                          | Valérie Semeteys         | DVD                      | DVC                      | 1 679        | 63,03        | 1 754       | 66,46       |
|                          | Claude Prat              | PCF                      | COM                      | 745          | 27,97        | 885         | 33,54       |
|                          | Véronique Volpihac       | PCF                      | COM                      | 745          | 27,97        | 885         | 33,54       |
|                          | Marie Thèrese Rolland    | LFI                      | FI                       | 240          | 9,01         |             |             |
|                          | Jean Louis Schaff        | LFI                      | FI                       | 240          | 9,01         |             |             |
|                          |                          |                          |                          |              |              |             |             |
| Suffrages exprimés       | Suffrages exprimés       | Suffrages exprimés       | Suffrages exprimés       | 2 664        | 89,55        | 2 639       | 91,82       |
| Votes blancs             | Votes blancs             | Votes blancs             | Votes blancs             | 205          | 6,89         | 147         | 5,11        |
| Votes nuls               | Votes nuls               | Votes nuls               | Votes nuls               | 106          | 3,56         | 88          | 3,06        |
| Total                    | Total                    | Total                    | Total                    | 2 975        | 100          | 2 874       | 100         |
| Abstention               | Abstention               | Abstention               | Abstention               | 4 143        | 58,20        | 4 243       | 59,62       |
| Inscrits / participation | Inscrits / participation | Inscrits / participation | Inscrits / participation | 7 118        | 41,80        | 7 117       | 40,38       |

### Canton de Vic-sur-Cère
| Candidats                | Candidats                | Partis                   | Nuance                   | Premier tour | Premier tour |
| Candidats                | Candidats                | Partis                   | Nuance                   | Voix         | %            |
| ------------------------ | ------------------------ | ------------------------ | ------------------------ | ------------ | ------------ |
|                          | Annie Delrieu-Tourtoulou | LR                       | UCD                      | 2 534        | 67,56        |
|                          | Philippe Fabre           | LR                       | UCD                      | 2 534        | 67,56        |
|                          | Maryline Amblard         | PCF                      | UG                       | 1 217        | 32,44        |
|                          | François Barrier         | PCF                      | UG                       | 1 217        | 32,44        |
|                          |                          |                          |                          |              |              |
| Suffrages exprimés       | Suffrages exprimés       | Suffrages exprimés       | Suffrages exprimés       | 3 751        | 91,69        |
| Votes blancs             | Votes blancs             | Votes blancs             | Votes blancs             | 218          | 5,33         |
| Votes nuls               | Votes nuls               | Votes nuls               | Votes nuls               | 122          | 2,98         |
| Total                    | Total                    | Total                    | Total                    | 4 091        | 100          |
| Abstention               | Abstention               | Abstention               | Abstention               | 5 143        | 55,70        |
| Inscrits / participation | Inscrits / participation | Inscrits / participation | Inscrits / participation | 9 234        | 44,30        |

### Canton d'Ydes
| Candidats                | Candidats                | Partis                   | Nuance                   | Premier tour | Premier tour | Second tour | Second tour |
| Candidats                | Candidats                | Partis                   | Nuance                   | Voix         | %            | Voix        | %           |
| ------------------------ | ------------------------ | ------------------------ | ------------------------ | ------------ | ------------ | ----------- | ----------- |
|                          | Alain Delage             | DVD                      | DVC                      | 1 648        | 59,93        | 1 775       | 59,66       |
|                          | Mireille Leymonie        | DVD                      | DVC                      | 1 648        | 59,93        | 1 775       | 59,66       |
|                          | Eric Moulier             | DVG                      | DIV                      | 1 102        | 40,07        | 1 200       | 40,34       |
|                          | Joëlle Noël              | DVG                      | DIV                      | 1 102        | 40,07        | 1 200       | 40,34       |
|                          |                          |                          |                          |              |              |             |             |
| Suffrages exprimés       | Suffrages exprimés       | Suffrages exprimés       | Suffrages exprimés       | 2 750        | 91,36        | 2 975       | 93,47       |
| Votes blancs             | Votes blancs             | Votes blancs             | Votes blancs             | 157          | 5,22         | 121         | 3,80        |
| Votes nuls               | Votes nuls               | Votes nuls               | Votes nuls               | 103          | 3,42         | 87          | 2,73        |
| Total                    | Total                    | Total                    | Total                    | 3 010        | 100          | 3 183       | 100         |
| Abstention               | Abstention               | Abstention               | Abstention               | 4 786        | 61,39        | 4 613       | 59,17       |
| Inscrits / participation | Inscrits / participation | Inscrits / participation | Inscrits / participation | 7 796        | 38,61        | 7 795       | 40,83       |